# Блох, Эрнст
Эрнст Симон Блох (нем. Ernst Bloch; 8 июля 1885[…], Людвигсхафен-ам-Райн — 4 августа 1977[…], Тюбинген, Баден-Вюртемберг) — немецкий философ, социолог и публицист неомарксистской ориентации еврейского происхождения. Создатель «философии надежды» и «онтологии Ещё-Не-Бытия».

## Биография
Родился в Людвигсхафене в обеспеченной еврейской семье железнодорожного служащего. Своё первое философское сочинение написал в 13 лет. В это же время приобщился к социалистическим идеям, познакомившись в 14 лет с речами Августа Бебеля и Розы Люксембург, а также выписывая социал-демократическую газету «Форвертс».
Уже в школьные годы переписывался с Эрнстом Махом, Теодором Липпсом, Эдуардом фон Гартманом, Вильгельмом Виндельбандом. Изучал философию, физику, германистику и музыку; учился в Мюнхене, Вюрцбурге, Берлине и Гейдельберге — у Теодора Липпса, Георга Зиммеля, Макса Вебера, Освальда Кюльпе. Интересовался музыкой (Густав Малер был среди его предпочтений) и искусством (особенно экспрессионизмом). Был в дружеских отношениях с такими людьми, как Бертольт Брехт, Курт Вайль, Вальтер Беньямин и Теодор В. Адорно.
- 1908 год — Защитил докторскую диссертацию в духе неокантианства, о Генрихе Риккерте и проблемах гносеологии.
- С 1911 начиналось творческое сотрудничество с Дьёрдем Лукачем. Во время эмиграции последнего из Венгрии после падения советской республики Блох инициировал кампанию солидарности за освобождение Лукача из австрийского заключения и написал воззвание «К спасению Георга Лукача».
- 1915—1917 годы — в Грюнвальде под Мюнхеном пишет свою первую крупную работу «Дух утопии».
- 1917 год — будучи противником войны, Блох, хоть и не был призван из-за близорукости, был вынужден эмигрировать в Швейцарию, где начал работать над своей философией надежды. Пораженческая позиция Блоха была столь радикальна, что его не удовлетворяли даже решения антивоенной социалистической Циммервальдской конференции, возлагающей вину за развязывание войны на обе воюющие стороны. Его взгляды привели его в пацифистскую группу, в которую входили Герман Гессе, Рене Шикеле, Хуго Балль. В связанную с ней «Свободную газету» Блох написал свыше 100 статей о войне, милитаризме, пацифизме, демократии, социализме и Октябрьской революции. К последней отнёсся с симпатией, хотя не скрывал разочарования негативными явлениями в Советской России и поражением социалистической революции в Германии; позже вспоминал, что на него и Лукача произвела исключительное впечатление поэма А. А. Блока «Двенадцать».
- 1919 год — по окончании Первой мировой войны вернулся с больной женой в Германию, где вступил в Коммунистическую партию.
- 1920-е годы — Путешествия по Европе и Северной Африке (Берлин, Берн, Мюнхен, юг Франции, Париж, Италия, Тунис, Алжир, Марокко).
- 1933 год — повторная эмиграция из Германии в Цюрих из-за прихода к власти нацистов, объявивших Блоха в розыск.
- 1934 год — выслан из Швейцарии. Переезжает в Вену, а затем в Париж.
- 1937—1938 годы — живёт и работает в Праге, Чехословакия.
- 1938 год — эмигрировал в США, где поначалу жил в стеснённых условиях. Даже левый социолог Макс Хоркхаймер отказался принять его на работу в Институт социальных исследований, переместившийся из Франкфурта в Нью-Йорк, считая воззрения Блоха «чересчур коммунистическими». Выручала помощь друзей — Ханса Эйслера, Альфреда Канторовича, Адольфа Лёве и других. Не без труда выучил английский язык и получил американское гражданство.
- 1948 год — призван Вернером Краусом и министерством образования земли Саксония на профессуру кафедры философии в университет Лейпцига, Восточная Германия, которую ранее занимал Ханс-Георг Гадамер, переехавший во Франкфурт-на-Майне в западной зоне оккупации. Также приглашённый туда Герберт Маркузе от предложения отказался, но дал коллеге положительную рекомендацию.
- В 1949—1956 годах — профессор философии Лейпцигского университета (ГДР), директор Института философии при Лейпцигском университете (с 1949). Читает курсы по истории философии, в публичных лекциях «Университет, марксизм, философия» (1949), «Университет, истина, свобода» (1955) выступает против упрощения высшего образования. В 1953 году вместе с Вольфгангом Харихом выступает соучредителем ведущего философского издания ГДР — «Немецкого журнала по философии» (Deutsche Zeitschrift fuer Philosophie). Обрабатывает и издаёт работы, скопившиеся за долгие годы эмиграции: «Субъект-Объект. Разъяснения к Гегелю» (1951), «Авиценна и аристотелевские левые» (1952), «Христиан Томазиус, немецкий ученый без убожества» (1953), два тома «Принципа надежды» (1954—1955). Избран председателем Союза работников культуры за демократическое обновление Германии (Культурбунда) в Лейпциге.
- 1954—1955 годы — признание: с марте 1954 года — действительный член Германской академии наук (ещё единой для ГДР и ФРГ), вскоре возглавивший в ней секцию философии. Удостоен Национальной премии ГДР 2 класса по науке и технике (7 октября 1954 года) и «Отечественным орденом за заслуги» в (8 июля 1955 года). ЦК Социалистической единой партии Германии посылает приветствие, отмечающее усилия Блоха в борьбе за «новую демократическую Германию», а орган СЕПГ — газета «Нойес Дойчланд» — публикует поздравление секретаря ЦК Курта Хагера. Однако нарастает и критика философии Блоха как не соответствующей принятому в СССР и ГДР пониманию диалектического и исторического материализма. В 1954 году начинается дискуссия о буржуазном наследии в философии ГДР, запущенная статьёй другого лейпцигского профессора философии Ругарда Отто Гроппа «Марксистский диалектический метод и его противоположность идеалистической диалектике», в которой Блох назван представителем гегельянского идеализма. После XX съезда КПСС под влиянием Эрнста Блоха в издательстве Вальтера Янки Aufbau-Verlag, возник «Круг единомышленников» — неформальная группа марксистских мыслителей, требовавших внутренних реформ в партии. Разработавший от имени группы и передавший как партийному руководству, так и на Запад «Платформу особого немецкого пути к социализму» Вольфганг Харих был на показательном суде обвинён в подготовке государственного переворота. Блоха не арестовали, но лишили права на публичные выступления и запустили кампанию травли в прессе ГДР и на различных конференциях, в которой на страницах «Нойес Дойчланд» принял участие сам Вальтер Ульбрихт.
- 1957 год — лишён звания профессора после продолжительных конфликтов с властями Восточной Германии из-за подавления восстания в Венгрии в 1956 году. Против принудительной отправки Блоха на пенсию высказались многие его коллеги и товарищи, включая теолога Эмиля Фукса. При этом философ Манфред Бур в основанном Блохом журнале обвиняет Блоха в иррационалистских, ревизионистских и агностицистских тенденциях, указывая на истоки его философии в Откровении Иоанна Богослова. Впрочем, даже после отстранения Блох продолжал получать выплаты и пользоваться определёнными привилегиями, включая право на свободное перемещение по миру — он побывал в Греции, Египте, Франции, Албании, несколько раз в Западной Германии.
- С 1961 года — находясь на летнем отдыхе на территории ФРГ, в Баварии, под влиянием известий о сооружении Берлинской стены, обозначавших крах надежд на демократизацию в ГДР, принял решение не возвращаться в ГДР, которое далось ему с трудом. Он стал приглашённым профессором в Тюбингенском университете. Лекции Блоха, прочитанные в течение первого года пребывания в Тюбингенском университете, на которые подчас собиралось по тысяче человек, были изданы в 1963 году под названием «Тюбингенского введения в философию». Одно из ведущих западногерманских издательств — Suhrkamp Verlag — приступает к изданию собрания сочинений Блоха. В 1964 году награждён премией по культуре Объединения немецких профсоюзов, в 1967 году — премией мира немецкой книготорговли. Университеты Загреба (1969) и Сорбонны (1975) присвоили ему звание почётного доктора.

На формирование философии Блоха оказали влияние марксизм, немецкая классическая философия (Кант и Гегель), экзистенциализм (особенно в варианте Кьеркегора), а также ветхозаветное иудейское мессианство, раннее христианство и позднесредневековая еврейская мистика. Близкими к его идеям называли философию экзистенциалиста-марксиста Жана-Поля Сартра. В Марксе Блох видел последовательного гуманиста:

«Понятие „гуманизм“ (в том смысле, которым оно обладает сегодня) сложилось в XVII—XVIII веках. Вообще-то, оно гораздо старше, но в политику оно вошло именно в это время. Действительно, то, что спроецировал молодой Маркс, является последовательным развитием идеалов Французской революции. Во время Французской революции „гражданин“ всего лишь предавался иллюзии, поскольку у него не было ключа к решению проблемы — экономического ключа, социологического ключа. Маркс не просто учитывает прежние идеалы. Он в самой действительности ищет ключ, рычаг, чтобы положить конец состоянию отчуждения, как это сформулировал Гегель, состоянию отчуждения, в котором человек оказался в силу царящих в обществе торгово-экономических отношений. Молодой Маркс в то время называл это не „материализмом“, „диалектическим материализмом“, а „реальным гуманизмом“. Категорический императив „требует“ устранения всех отношений, низводящих человека до состояния угнетённого, жалкого существа. Именно эту цель ставил перед собой Маркс. Так что понятие „гуманизм“ — это не какой-нибудь свалившийся с неба термин. Марксизм опирается на богатое наследие. И Маркс (я хочу добавить, что марксизм гораздо старше Маркса) вкладывает в это понятие совершенно определённое содержание. „Гуманизм“ он понимает как движение, направленное на освобождение человека от состояния рабства и гнёта».

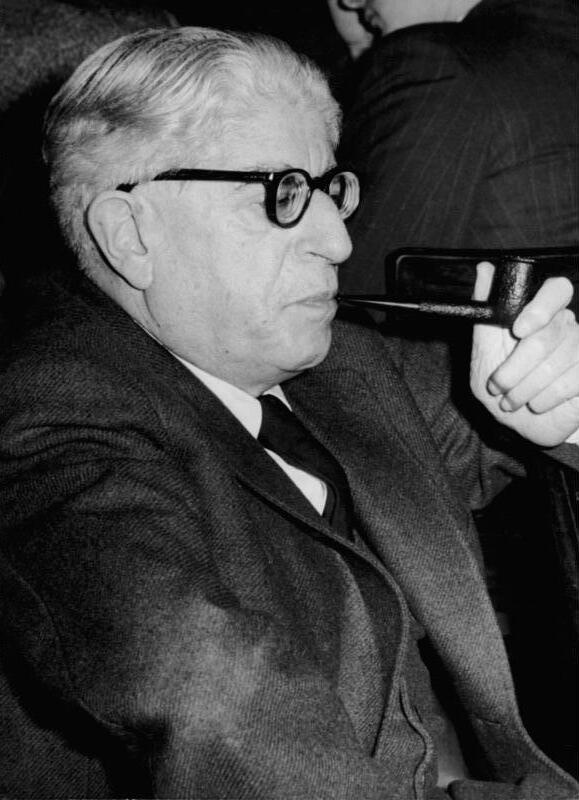
Блох в 1956 году

Блох был участником диалога марксизма и христианства. Не примыкая прямо ни к одной из марксистских школ или течений, теснее всего с середины 1960-х годов Блох сотрудничал с югославской группой «Праксис», входя в редколлегию одноимённого журнала. До смерти оставался социалистом, утверждая, что «дело социализма не может быть уничтожено»; при этом, заочно полемизируя с выражением Лукача, что самый плохой социализм все же лучше самого хорошего капитализма, считал, что «реальный социализм» в восточном блоке ещё дальше от социализма, чем самый скудный реформизм.
Настаивал, что следует осуждать и американскую интервенцию во Вьетнам, и советскую — в Чехословакию (по его словам, «то, что русские установили в Праге — прямая противоположность марксизма»). Критически поддерживал «новых левых» и студенческое движение 1960-х годов; наладил дружеские отношения с Руди Дучке; выступал на митингах протеста против закона о чрезвычайном положении, запрета на профессии, гонки атомных вооружений, израильского милитаризма и немецкого антисемитизма.
Психоаналитик и экосоциалист Джоэл Ковел назвал Блоха «величайшим из современных утопических мыслителей». Философ второго поколения Франкфуртской школы Юрген Хабермас, ранее назвавший Блоха «марксистским Шеллингом», утверждал, что «только Эрнст Блох и Карл Мангейм в нашем столетии очистили выражение „утопия“ от привкуса утопизма и реабилитировали его как чистую среду для проекта альтернативных возможностей жизни, которые должны быть заложены в самом историческом процессе».

### Личная жизнь
В 1913 году женился на Эльзе фон Стрицки (нем. Else von Stritzky), дочери рижского пивовара. Овдовел в 1921 году. Повторно женился, но брак с Линдой Оппенгеймер нем. Linda Oppenheimer) продлился недолго. Третьей женой стала польский архитектор и антисталинистская коммунистка Карола Пиотрковска (пол. Karola Piotrkowska), с которой Блох сочетался браком в Вене в 1934 году и оставался с ней до конца своих дней.
Блох скончался в Тюбингене в 1977 году.

## Звания и награды
- Действительный член немецкой Академии наук (1955, ещё не разделенной).
- Национальная премия 2 класса по науке и технике (1954).
- Отечественный орден за заслуги (1955).
- Премия по культуре от Объединения немецких профсоюзов (1964).
- Международная премия мира немецких издателей (1967).
- Почетный доктор Загребского университета (1969).
- Почетный доктор Сорбонны и Тюбингенского университетов (1975).
- Именем Блоха названа улица в немецком Оберменцинг[нем.][6], Тюбингене и Штутгарте.
- В Людвигсхафене открыт Архив Эрнста Блоха. К столетию философа в 1985 году в Гамбурге была создана международная ассоциация Эрнста Блоха.

## Сочинения

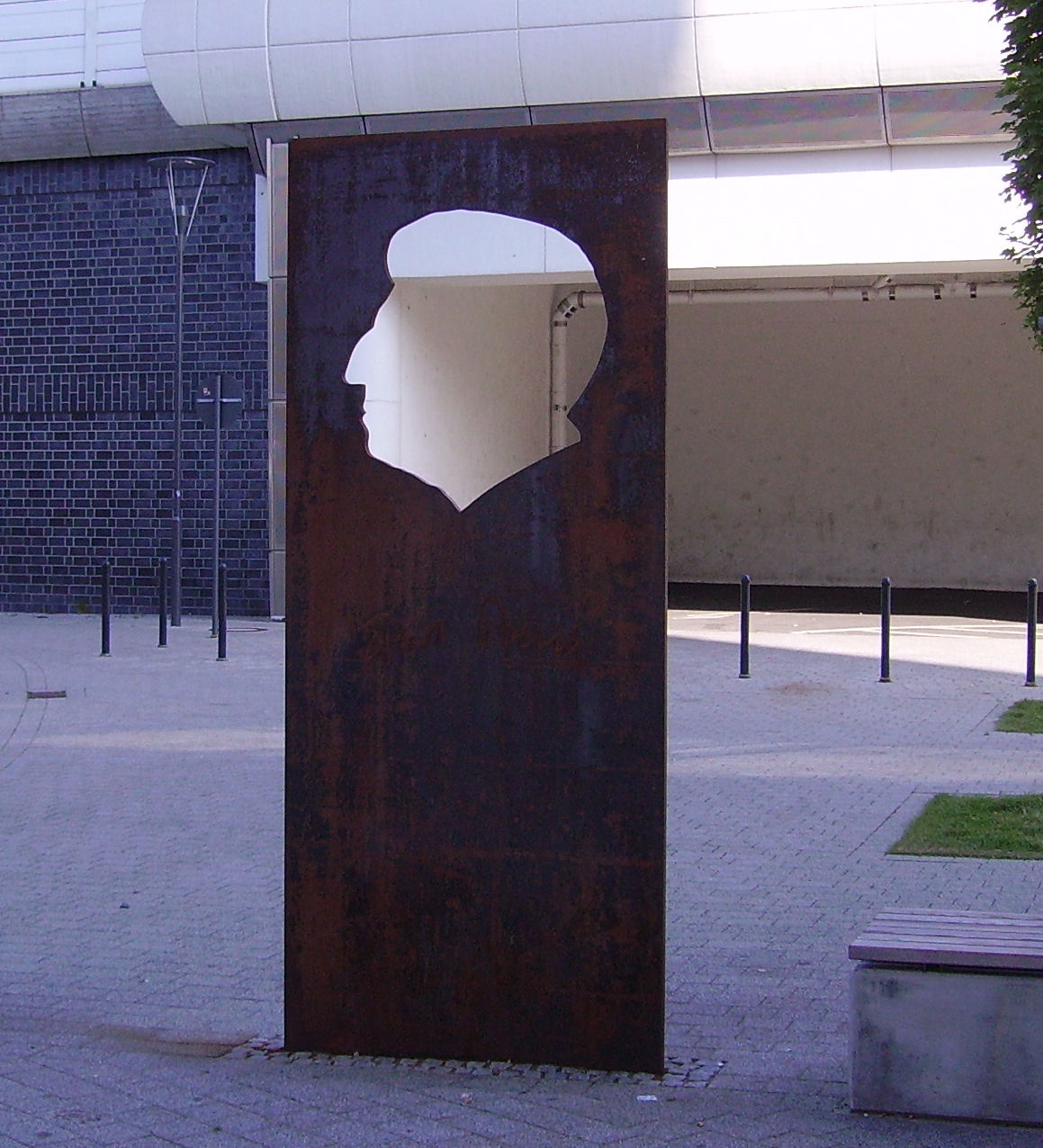
Памятник Блоху в Людвигсхафен-ам-Райне.

- «Вадемекум для нынешних демократов» (1918)
- «Дух утопии» (1918)
- «Томас Мюнцер как теолог революции» (1921)
- «Наследие этого времени» (сборник очерков, 1924—1933)
- «Следы» (1930)
- «Наследство нашего времени» (1935)
- «История и содержание понятия „материя“» (1936—1938, опубликована в 1952 под названием «Проблема материализма — его история и сущность»)
- «Свобода и порядок. Очерк социальных утопий» (1946)
- «Субъект-Объект. Комментарий к Гегелю» (на испанском языке в 1949, первое немецкое издание — 1951)
- «Авиценна и аристотелевские левые» (1952)
- «Христиан Томазиус, немецкий ученый без убожества» (1953)
- «Принцип надежды» (в трех томах — 1954, 1955, 1960) [7]
- «Основные философские вопросы онтологии ещё-не-бытия» (1961)
- «Тюбингенское введение в философию» (1963)[8]
- «Атеизм в христианстве» (1968)
- «Experimentum Mundi» (1975)